# 尾獣
尾獣（びじゅう）は漫画『NARUTO -ナルト-』およびテレビアニメの『NARUTO -ナルト-』『NARUTO -ナルト- 疾風伝』に登場する架空の生物。

## 概要
かつて死の際にあった六道仙人によって9つに分けられた十尾のチャクラから陰陽遁によって生み出された9体の魔獣。基本的にかなり巨大な体をしているが、当初からこうだったわけではないらしく、九尾の回想における六道仙人との別れにおいては「子供」を思わせる小さな姿で登場している（それでも人間の数倍はある）。尾獣達はそれぞれ尾の数が違っており、「一尾」は尾が1本、「二尾」は尾が2本ある魔獣の事を指し、「九尾」までの9体が存在する。また、六道仙人が十尾を分けた際、それぞれの尾獣に名前を授けているが、その真の名を知るものは少ない。また、四尾・孫悟空など一部を除いては、基本的に尾獣同士でも「○尾」と呼び合う。なお、劇場版『疾風伝 絆』では「零尾」が登場するが、これは全くの別物である。
それぞれが莫大なチャクラの塊であるため、その昔、各国隠れ里が軍事力拡大のため競って手に入れようとした。しかし、その人智を超えた力は如何なる者も制御することができず、生きた人間の体内に封印することにより処理した。第一回五影会談の少し前、マダラが瞳術で従えて襲ってきた九尾を初代火影・千手柱間が打ち倒した際に妻・ミトが自らの体内に封印したのをきっかけに、一尾を除く7体の尾獣を捕獲。時の大戦の終了後に開かれた五影会談において、各国の力の均衡と平定を保つという理念のため、尾獣が各国に分配された。後の暁はこの力を手に入れるために、人柱力あるいは尾獣そのものを襲っていた。
作者の岸本は、忍者を軍隊、尾獣を核兵器というニュアンスで描いているとしている。

### 人柱力
尾獣を封印術により体内に封じられた人間を指す。体内の尾獣と共鳴することにより強力な力を引き出すことができるが、ほとんどの場合不安定で暴走の危険性をも孕んでおり、その力を完全に制御下に置くことができた者は少ない。しかし完全に制御できなくてもある程度は尾獣の力を利用することは可能な模様で、四尾の人柱力の老柴は四尾の力を利用して血継限界の「熔遁」を開発しており、疾風伝では六尾の人柱力のウタカタは土蜘蛛一族の禁術を止める時に六尾の力を使用した他、七尾の人柱力のフウは七尾の力を利用して飛行している。里によって人柱力の管理方針は多様であり、幽閉・放任・監視・戦力化といった措置が取られる。
人柱力はほとんどの場合、五影の近親者の中から選ばれる傾向にある。しかし、体内に秘められた圧倒的な戦闘力を怖れられ、周囲から畏怖・疎外されがちであり、心に深い傷を持つ者や人間不信になることもある。デイダラの話では一尾以前に狩られた人柱力は里の人々から疎外されており、むしろ狩ってくれた暁に感謝する者もいたという。ただし、ナルト・我愛羅・ユギト・キラービーの様に自ら努力して社会に受け入れられるようになった者も存在する。
人柱力の情報はその強大な力を他国・里に奪われるのを防ぐために国家レベルの機密情報とされており、人柱力の情報を外部に洩らさないためにキラービー（八尾）や疾風伝でのフウ（七尾）のように里内に軟禁状態に置かれる場合が多い。中には分福（一尾の元人柱力）のように監視付きで幽閉される事もある。
雲隠れの里の人柱力である二位ユギト（二尾）とキラービー（八尾）の二名は、本人の意思で尾獣化とコントロールが可能。それ故、里の戦力としてだけでなく、一忍者としても評価されており、里の者から尊敬の念を集めている。特にビーの方は、現職の雷影の弟であるのもさることながら、八尾を相棒と呼び気軽にコミュニケーションを取り、掛けられた幻術を解除してもらうなど良好なコンビネーションを見せている。雲隠れの里の場合は人柱力本人達の努力も然ることながら管理体制の充実ぶりも制御の成功を助けている。
なお、術や何らかの要因で尾獣が人柱力から離れた場合、その人柱力は衰弱して死亡する（劇場版ではナルトが体内から九尾を口寄せし、戦わせている）。また、人柱力が尾獣を宿したまま死亡すると尾獣が復活するまでインターバルが生じ国家間の尾獣バランスに影響が出る恐れがあるため、人柱力の死亡前に尾獣を引き剥がし次の器に封印する（別の物体に保存、または新たな人柱力に移す）ことが通例となっている。また、人柱力が女性の場合、妊娠している間はチャクラが胎児に流れて封印が弱まる為、出産中は尾獣に封印を破られぬよう監視が必要である。
特殊な例として、尾獣そのものを封印するのではなく、その肉体の一部を体に取り込んで己を強化する方法が存在する。大抵の場合はその力に耐え切れず死亡するが、特別な素養を持つ者（六道仙人の力を濃く受け継ぐ者、「穢土転生」された前任の人柱力など）は適応し、ある程度力を使用することができる。疾風伝においては、尾獣のチャクラの残痕を体内に封印された者が、力を発揮していたケースがある。また、カブトが作り出したナルトのクローンは九尾のチャクラを取り込み尾獣化している。またカブトは大蛇丸が培養していた八尾の角を利用して「穢土転生」で復活させた八尾の前任の人柱力であるブルービーを尾獣化させることに成功している。

## 一尾
- 名前：守鶴（しゅかく）
- 声 - 岩崎ひろし
- 人柱力：分福→我愛羅
- 特徴：砂で形成された小山のような体躯とそれより更に巨大な尾を待ち、体表に隈取りのような文様がある化け狸の姿を持つ。
- 封印された者の特徴：絶えず尾獣に精神を乗っ取られる危機に陥り、不眠症になるため目の周りに隈ができ[3]、情緒不安定になる傾向がある。

元は茶釜に封印された砂隠れの老僧の生霊だと言われているが定かではない。唯一、名前の方が先に明かされた尾獣である。一人称は「オレ」もしくは「オレ様」。性格はガマ吉曰く「ファンキー」で、好戦的である。八尾曰く「九尾は勝手に尾の数で尾獣の力を決めるため、一尾と九尾は犬猿の仲」らしく、九尾とは「バカ狐」「クソ狸」と呼び合うほど互いに忌み嫌っている。自らを道具として扱う人間を心底嫌悪しているが、他人に蔑まれながらも自分を友として扱った分福のことは六道仙人に似ているとして認めており、大戦でマダラとの戦いで自分を友として扱うようになった我愛羅を「分福に似ている」と認め、気遣うようになる。
オビトによって引き千切られたチャクラの一部がナルトに移され、そのチャクラ体が精神世界にて六道仙人・ハゴロモと再会した際には、自分の行いを甘いと自嘲するハゴロモに間違っていないとするナルトの言葉に賛同した。
風遁を得意とするほか、磁遁のチャクラ性質を持っており、体の紋様を呪印として利用する。守鶴を体に封印された者が寝てしまうと、肉体を守鶴に乗っ取られてしまうため、人柱力は必然的に不眠症となる。その一方で守鶴の意識を表に出さないと全能力を発揮できないため、必要な場合は人柱力が「狸寝入りの術」で眠らなければならない。
開始当初は砂の相談役、チヨによって四代目風影の次男・我愛羅に封印されていた。彼の前にも分福を含め2人の人柱力がいたが、いずれも寿命を迎える前に守鶴を抜かれ死亡している。
暁のデイダラによる砂隠れ襲撃の際、里を救うために力を使い果たした我愛羅は捕獲され、「封印術・幻龍九封尽」により守鶴も彼から引き剥がされ外道魔像に封印された（我愛羅もその際に一度死亡したが、チヨの転生忍術によって蘇生している）。十尾のチャクラがオビトから引き剥がされた際に他の尾獣同様解放される。その後、完全復活を果たしたマダラに我愛羅との連携技を皮切りに応戦するが、再び封印されてしまった。
第四次忍界大戦終結後は自由の身になり、風の国の砂漠で暮らしていたが、『BORUTO』にてモモシキに倒された牛鬼のチャクラの気配が消えたことを察し、かつての繋がりを介して我愛羅に警告を発した。その後、自身もウラシキに狙われることになり、避難のため自ら茶釜に封印され木ノ葉隠れに移送される。道中では移送を任されたボルトとシンキのコンビに対し、要所で助言を与えている。

## 二尾
- 名前：又旅（またたび）
- 声 - 白石涼子
- 人柱力：二位ユギト
- 特徴：全身を青い高熱のチャクラで覆われた獰猛な猫又の姿を持つ。右目が黄色、左目が緑色のオッドアイをしている。

生霊と呼ばれ、死を司り、怨霊を常に纏っている死神のペットとされる。一人称は「私」。その外見と能力の割に、お淑やかな口調をしているが、性格は肉食獣らしく獰猛。
二位ユギトに封印されていたが、暁の飛段と角都によって襲撃を受け捕獲、外道魔像に封印された。その後、ナルトと九喇嘛が協力して操られた尾獣たちと戦い、尾獣達の杭を抜く際に尾獣達の深層心理に入ることで出会えた。その際、四尾が残した言葉よりナルトにチャクラを分け与えた。
十尾チャクラがオビトから引き抜かれた際に解放されたが、直後に襲来したマダラによって他の尾獣ともども外道魔像に引きずり込まれる。
カグヤ封印後は森へ帰った模様。

## 三尾
- 名前：磯撫（いそぶ）
- 声 - 宗矢樹頼
- 人柱力：のはらリン→四代目水影・橘やぐら
- 特徴：鋭く尖った角と巨大な甲羅、海老に似た3本の尾を持つ亀に似た姿をしている。右目が潰れており、人間によく似た顔を持つ。腹には畝のような赤い甲羅がある。後ろ足は確認されていない。

巨大な体躯を持つが、高速で泳ぐことや巨体にも関わらず水面高く跳び跳ねることが可能。アニメにおいて、「別の次元から現れた」との設定がなされている。一人称は「僕」で、内向的で大人しい性格をしている。
原作では確認されてはいないが、人間に幻覚を見させる効力のある霧を発生させることもできる他、高周波を帯びた咆哮は堅い水晶体ですら超振動で粉砕する。高圧のチャクラを周囲に展開させることで津波を発生させたり、他の尾獣同様チャクラを顔前に球状に圧縮、発射したり水を吐いたりすることも可能。三本の尾には多数のトゲがあり、これを束ねることで敵を貫く攻撃法もある。体内には特殊な空間が広がっており、大きさにいくつかの差がある無数の三尾の分身体がうごめいている。体表を覆う甲羅は、紅蓮の晶遁も通用しないばかりかかすり傷一つ負わせることも敵わない程の防御力をもつ。また、石灰を放って相手の動きを封じるといった術も使用する。
第三次忍界大戦時から霧隠れが有していたが、敵である木ノ葉を潰すため、戦場で拉致した木ノ葉隠れの忍・のはらリンに強制的に封印される。直後にリンは自殺したため目論見は失敗し、その後は四代目水影・やぐらに封印された。やぐらの死後は封印から解放され野に放たれていたが、暁のデイダラとの戦闘に敗れて（デイダラ曰く人柱力でなかったため知能があまり高くはなく、力の抑制が下手だったため）捕獲され、外道魔像に封印された。
疾風伝では、二尾と同時期に捕獲されておらず、アニメオリジナルストーリー「三尾出現の章」に登場している。三尾捕獲を目論む大蛇丸は、三尾をコントロールする能力を持つ少年・幽鬼丸を使い捕獲を試みるも失敗。木ノ葉と音との争奪戦の後、デイダラとトビが現れ原作通りに捕獲された。後にナルトと再会した際、前述の事件に根を持っているらしく拗ねていた。

## 四尾
- 名前：孫悟空（そんごくう）
- 声 - 安元洋貴
- 人柱力：老紫
- 特徴：筋骨隆々の赤い体色のゴリラの姿をしており、頭部には「緊箍児（きんこじ）」がついている。上顎からは二本の長大な牙が生えており、口から溶岩を吐く。

モチーフは『西遊記』の孫悟空。一人称は「俺（オレ）」。他の尾獣の中でも自己主張が強く、派手な自己紹介をしたり、四尾と呼ばれることを嫌い自分を名前で呼ぶことを求めたりしている。名の口上は「水簾洞の美猿王、六道仙人より孫の法号を与えられし仙猿の王、孫悟空斉天大聖」。また、「ウキキィー」と猿らしい鳴き声を上げる癖がある。青緑の火炎を吐き、血継限界・熔遁を操ることができる。
トビのペイン六道となり操られた老紫（尾獣化）にナルトが飲み込まれた際、精神世界の中で彼と出会う。そこで自分や九尾の名前を教え、同時にナルトが自分たち尾獣と本気で友達になりたいと望んでいることを知る。彼に協力し現実空間の自分を止めるための方法を教え、それが成された後は外道魔像に再度吸い込まれた。また、吸い込まれる直前にはナルトに自らのチャクラを僅かながら与えると共に、魔像に縛られていた他の尾獣・人柱力達に彼のことを伝え、最後の最後で老紫とも心を通わせた。
ナルトの中に封印されたチャクラ分身はその後、六道マダラやカグヤとの戦いで彼に力を貸した。本体は解放後、ねぐらの水簾洞に帰った模様。
なお、老紫やナルトからは「孫」と略して呼ばれる（当人は嫌がっているが、ナルトに関しては彼が口上を覚えられなかったために諦めている）。

## 五尾
- 名前：穆王（こくおう）
- 声 - 園崎未恵
- 人柱力：ハン
- 特徴：作者曰く「イルカと馬を合体させた姿」であり、白色の毛並みに数本の角、眼下の赤い模様を併せ持つ。尾獣の中でも特に巨体である。

一人称は「私（わたくし）」。獰猛であるが、根は礼儀正しい性格をしている。
沸遁のチャクラ性質を有しており、それを生かした突撃攻撃を得意とする。また、本人は女性的で礼儀正しく穏やかな物言いだが、ナルトに渡されたチャクラ分身は男性的でテンションが高い。

## 六尾
- 名前：犀犬（さいけん）
- 声 - 入野自由
- 人柱力：ウタカタ
- 特徴：体はスライムのようにどろどろした粘液で覆われていて、カエルの両手足を持つナメクジのような姿をしている。

一人称は「俺」。くだけた性格と口調をしており、語尾に「〜やよ」と付ける。戦闘では毒ガスや強アルカリ液体を用いる。水遁・水飴拿原に類似した捕縛技もうちはマダラ相手に使用している。
疾風伝では、サスケがキラービーと戦う前後ではまだ捕獲されておらず、人柱力のウタカタと共にオリジナルストーリー「六尾発動の章」にて登場。人柱力のウタカタが禁術の発動を止める際にわずかに姿を見せた。

## 七尾
- 名前：重明（ちょうめい）
- 声 - 鈴村健一
- 人柱力：フウ
- 特徴：背に巨大な角を持つカブトムシに似た姿。西洋鎧に酷似した外骨格と、明緑色である6枚の巨大な羽と1本の長い尾を持っている。
- 封印された者の特徴：腰の付け根から虫の羽が飛び出し、自在に飛行できるようになる。

自身をラッキーセブンと称するなど、一尾と同様のファンキーな性格。幼少期は芋虫の姿をしていた。七本の尾のうち六本は成長の過程で翅になっており、尾獣の中で唯一単独で飛行することができる。

## 八尾
- 名前：牛鬼（ぎゅうき）
- 声 - 相沢まさき
- 人柱力：ブルービー→キラービー
- 特徴：前後4本の角（前頭部の片方の角は牛角状で、片方はブルービーの暴走の際にエーにより折られている）に8本の尾（タコの触手）、人間の上半身をあわせ持つ巨大な暴れ牛。尾は切られても再生する。
- 封印された者の特徴：ビーは自分の意思で自在に尾獣化、コントロールが可能であり、尾獣の「朱いチャクラ」を8本目まで身に纏ってもかつてのナルト（九尾）のように暴走や肉体的負担はなく、精神を乗っ取られる事もない。ナルト同様、通常のチャクラの衣を身に纏う際は犬歯や爪が伸び、それ以上の変身時にはキラービーの皮膚が剥がれる。

知能は高く、獰猛そうな外見に反して思慮深い。人柱力であるキラービーとは初めこそチャクラの奪い合いをしていたが、今ではビーが幻術を掛けられた際には八尾がそれを解くなど戦闘においても協力している。人柱力のビーを宥めることがしばしばあり、その自由翻弄な性格にさすがに呆れつつも、相棒兼保護者に近い役割で彼を支えていた。そのため、両者の仲は良好で、ナルトは自分と九喇嘛がこのような関係になりたいと憧れている。かつては四代目雷影・エーの従兄弟や叔父等が人柱力だった。ナルトとビーには「八っつぁん」の愛称で呼ばれる。(ナルトからは彼の火影就任後、愛称ではなく本名で呼ばれている)
サスケとの戦いの後、新たなる忍界大戦を予感する。第四次忍界大戦ではナルトとビーと協力し、トビや人柱力六人との戦い、さらに十尾との戦いに挑む。その際十尾の尾獣玉を防ぐために自ら十尾の口の中で十尾の尾獣玉を自分の尾獣玉で押し返し、その爆発でもう一方の角も折れてしまった。最終的に完全復活したマダラにキラービーから引きずり出され十尾に飲み込まれてしまう。その後にオビトによってマダラからチャクラの一部がナルトに移された。雲隠れでは封印に琥珀の浄瓶を使用していた。外道魔像を口寄せしたマダラによってビーが八尾を抜かれた後も、タコ足の切れ端が触れていたことでビーは一命を取り留めた。第四次忍界大戦終結後は「下手くそなラップも癖になった」という理由から自らの意思でビーに再度封印され、彼と共生している。
タコの触手を8本の尾に見立てるアイディアは単行本43巻170ページ「NARUTOオリキャラ優秀作発表その2」の読者の投稿したデザインを岸本が採用したもの。

## 九尾
- 名前：九喇嘛（クラマ）
- 声 - 玄田哲章
- 人柱力：うずまきミト→うずまきクシナ→うずまきナルト（陽） / うずまきミト→うずまきクシナ→波風ミナト→うずまきナルト（陰）
- 特徴：火の印からの無尽蔵のチャクラ、オレンジ色の人の手足と九本の尻尾を持つ狐の姿をしている。
- 封印された者の特徴
  - <尻尾1〜3本目>犬歯および爪が伸び、瞳孔がネコのように縦長型になり虹彩部分が赤色に変色。「朱いチャクラ」が人柱力の体を覆い、尾獣の尾を象るチャクラの「尾」および体全身を九尾を模した「チャクラの衣」が出現、怒りに伴い本数が増えていく。
  - <4本目>人柱力の意識がなくなり暴走。皮膚が剥がれ血のごとき「朱いチャクラ」が表面化、人柱力の体表を赤黒く覆い九尾の肉体を形成し始める。
  - <6本目>九尾のチャクラの上に更に妖狐の骨格らしきものが形成される。
  - <8本目>巨大化し、表皮のない九尾の姿に変化する。
  - 完全にコントロールすると九尾のチャクラが六道仙人の姿をかたどる。
  - 九尾のチャクラは木遁が影響を受けるほど生命力に溢れている。
  - 他者の悪意を感じ取れる様になる。
  - 四代目雷影・エーの雷遁チャクラモード以上の速度で移動できる。
  - 纏っているチャクラを形態変化させ腕として扱うことができる。不十分なコントロールだと岩を簡単に握り潰す程の力があり、ナルトはキラービーとの修行によりコントロールし、自分の手足の様に扱い、複数形成して、単純な打撃や「螺旋丸」による一斉攻撃や、リーチを伸ばした遠距離攻撃、防御や移動、回避等に利用した。また、影分身の使用が制限されていたため、「螺旋丸」や「螺旋手裏剣」の形態変化や性質変化をこの腕を使い術発動が可能となった。
  - コントロールが不完全だった場合、邪念に取り込まれチャクラが朱くなり、九尾の骨格ができ暴走する（疾風伝オリジナル）。
  - 完全にシンクロすることでチャクラモード時の輪郭がはっきりし、羽織を身に纏いより六道仙人の姿に近づく。
  - 他の人柱力や尾獣と違い、尾獣化は「尾獣モード」と呼称される独自の形態をとる。肉体の変化ではなく、ナルトを覆うチャクラがそのまま九尾の姿になり、中に他の人を入れることもできる。頭や腕、尾など一部だけを具現化することも可能。
  - チャクラで構成された尾を腕の形に形態変化させ、巨大な副腕として扱うことができ、尾獣を捕らえたり、呪印付きの杭を投げることができる。
  - このモードの状態だと自然エネルギーの取り込みが早く、モードをかえずに仙術との併用することができる。

尾獣の中で最強とされる狐の魔獣。かつて雲隠れの里が手に入れようとしたが失敗。やがて木ノ葉でのうちは一族に対する処遇に対して、不満を持ったうちはマダラが木ノ葉を抜けた際に野放しになっていた九尾を写輪眼で操り、木の葉への襲撃の際に九尾を使い初代火影・柱間と終末の谷で激突した。
しかし、柱間がマダラに勝利した際に「廓庵入鄽垂手」でマダラのコントロール下から離れ、妻・うずまきミトに封印される。後にミトは初めて九尾をコントロールし、九尾のチャクラにより他者の悪意を感じ取れる境地に達した。その後、死ぬ直前まで人柱力としての使命を全うし、その後後任として自らの出身地である渦の国から連れてこられたクシナが二代目人柱力となる。しかし、今度はナルト出産の際、封印が弱まっていた隙を突いたトビによってクシナから引き剥がされ、写輪眼で支配下に置かれた状態で木ノ葉隠れの里を襲うが、クシナの夫となった四代目火影・ミナトが「契約封印」で瞳力から解放し、「屍鬼封尽」によって九尾の陰のチャクラを道連れにして封印。残り半分にあたる陽のチャクラを、自分とクシナの残り少ないチャクラと共に息子であるナルトに八卦封印によって封印した。これにより九尾の意識も分かたれ、それぞれ別の経緯を辿ることになる。
「陽」の九喇嘛
ナルトに封印された九尾。
一人称は「ワシ」（アニメでは稀に「俺」とも言う）。当初は圧倒的で禍々しい存在感を放ち、封印術で手を出せないながらも主を見下した尊大な態度でナルトを嘲るなど、凶暴性を秘めた冷徹な性格であった。作者によると、過去に一尾と闘ったことがあるという因縁があるとのこと。また、九尾は尾の数で尾獣の強さを決める傾向があった事から、八尾からも「一尾の狸から特に嫌われていた」と評されている。六道仙人の事は、ジジイと呼びながらも父親の様に慕っていたらしく、幼い頃に年老いた彼が尾獣達に別れを告げた際には、涙を浮かべ哀しんでいた。後にナルトを六道仙人に重ね合わせている節がある。
封印間際は封印を防ぐべくナルトを殺そうとしたが、彼を守ったミナトとクシナに阻まれ封印される。その後は精神世界に作られた檻（「八卦封印」と同じ螺旋状の錠の上に、封印の札が貼られたもの）に閉じ込められ、ナルト自身が力を引き出し封印が緩むのを待ち続けていたが、同時に孤独な毎日を送る彼の姿を間近で見続けることになった。忍者学校卒業を機に「影分身の術」を会得したナルトがチャクラを大量消費するようになったことから封印が緩み始め、ナルトの怒りなどの感情的変化によって一部のチャクラを貸し与え封印が緩むよう仕向けていた。中忍選抜試験本戦前の修行では、自来也の介入で精神世界に入り込んできたナルトと初めて対話し、彼自身の要求に応えてさらにチャクラを貸してそれを繰り返すことで封印を弱めていった。
ナルトが修行を終え木ノ葉に帰還してからは、勝手に自分の力を持て余すかの様にチャクラを与えては、ナルトを暴れさせている。ペインの襲撃時には、ヒナタを傷付けられ怒りに駆られたナルトの心の隙を付いて、ナルト自らに封印術を解除させようと画策。ナルトの怒りに呼応する形で尾の数を増やしていき8本まで増やしていき、絶望しきったナルトに札を剥がさせ封印を壊そうとしたが、ミナトが残していた精神体によって阻まれ、弱まった封印式を組み直され失敗に終わった。特別編「力-chikara-」では、ナルトのクローンにチャクラを与え暴走させる、封印を解きナルトの肉体を乗っ取ろうとするなど画策していた。最終的にはナルトの意志力が封印からあふれ出したチャクラをコントロール、不完全ながら「九尾チャクラモード」と「尾獣螺旋丸」を発動した。
第四次忍界大戦開戦前、自分を制御するため再び精神世界にある自身の元に訪れたナルトによって封印を解かれ、チャクラを引き剥がされそうになるが、激しく抵抗。自身のチャクラにある憎しみの念でナルトを侵食していくが、外部からのヤマトやキラービーの働きかけ、そしてチャクラ体として眠っていたクシナの力を借りたナルトによってチャクラの一部を奪われた。その後はナルトに憎まれ口を叩くが、数々の戦いを経て精神的に成長していたナルトには通じず、逆に「お前の中の憎しみもどうにかしてやりたいと思っている」と告げられ、彼への怒りは沈静化していた。
ナルトがビーと共に第四次忍界大戦に参戦してからは、ナルトが自分のチャクラを使うたびに抵抗しナルト側のチャクラを奪っていたが、「穢土転生」で蘇ったマダラと対峙した時に過去に無理矢理従えさせられた恨みから「あいつに操られるくらいならお前（ナルト）の方がマシだ」とナルトに同調し、自分からチャクラを渡した。そして、「穢土転生」で蘇生しペイン六道と化した6人の人柱力達との戦闘の際、「人柱力（尾獣と共存）でいることを不幸だと決めつけるな」と言い、「尾獣達と対等の関係になりたい」というナルトの本心を受け止め、四尾を救う為に尽力する姿を見て和解、正式なコンビを組みトビとマダラに挑み、十尾に捕らわれていた尾獣達を助け出すことに成功したが、完全復活したマダラによってナルトから引きずり出され、他の尾獣たちや牛鬼と共に外道魔像に飲み込まれてしまった。しかし、ナルトたちがカグヤを封印した際に他の尾獣たちと共に引き剥がされ、解放された。そして、歴代五影たちと六道仙人の「口寄せの術」で帰還した後、全ての尾獣の人柱力となったナルトの中の全尾獣チャクラの管理役として六道仙人から再びナルトの中に戻るように頼まれた際には、もう嫌がってはいなかった。しかし、サスケの輪廻眼によって他の尾獣達と共に幻術をかけられ、「地爆天星」に閉じ込められ動けなくされた。その後、ナルトとの運命の戦いを経て、憎しみから覚めたサスケによって解放された。最終話では、ナルトの中で昼寝をする様子が描かれている。外伝『七代目火影と緋色の花つ月』ではクローンのうちはシンの攻撃をナルトが止めた際、彼の中からシンを威嚇してナルトに宥められていた。続編のBORUTOでは変わらずナルトの中で生活しており、ナルトに力を貸している。アニメではナルトが娘のヒマワリのためとはいえ自分よりも守鶴の方がいいと言った事に拗ねるなど以前よりも感情豊かな面を見せている。大筒木イッシキとの戦いの際に膨大な力の代わりに命を落とす重粒子（バリオン）モードを教えてイッシキの寿命を大きく削った。しかし、命を失うのは実はナルトではなく九喇嘛自身であり、イッシキを倒した後ナルトに別れを告げたのだが、後にヒマワリの中に復活している。
「陰」の九喇嘛
ミナトが「屍鬼封尽」で自らに封じ心中した九喇嘛の半身。
「陽」の九喇嘛と比べ体色がやや黒いのが特徴。ミナトの死と蘇生、そして「陽」の自分がナルトと共闘する姿を見て自らも直接力を貸し、チャクラ不足になったナルトにミナト経由で自分のチャクラを与えている。その後、「陽」の半身がナルトから抜かれた事により瀕死となったナルトの命を救うためにミナトによってナルトに移される最中にオビトに憑りついた黒ゼツによって奪われる。しかし、オビトの尽力で一尾と八尾のチャクラの一部と共にナルトの中に入り、ナルトの精神世界で六道仙人と会話した。その後、復活したカグヤとの戦いでは、チャクラを練り上げてナルトに提供した。そして、ナルトとサスケの運命の戦いでは、チャクラを練り上げてナルトに提供するがサスケに吸収され、自身が眠りに入ってしまうのを覚悟の上で残りの自身のチャクラをナルトに渡した。その際に尾獣達にとってもナルトは「唯一」だったと発言している。
ペインは九尾について「最後に封印しなければ力のバランスが崩れ尾獣の封印像が崩れ落ちる」と他の暁のメンバーに説明しており、九尾は最後に狩られる事になっている。また、六道仙人の血を引く雲隠れの金角と銀角は、九尾の体内のチャクラ肉を食べたことにより、そのチャクラを得て肉体を強化、さらに不完全ながら尾獣化も可能になっている。チャクラだけや尾獣の一部を食べることで力を得た者とは違い、半分ずつとはいえ本物の同じ尾獣を宿している人柱力が同時に2人存在していたという珍しい存在である。

## 十尾
- 別名：ダタラ、ダイダラボッチ、天目一箇神[7]
- 人柱力：六道仙人→うちはオビト（トビ）→うちはマダラ
- 特徴：復活した当初は巨大な体躯で、背中に多数の棘が生えた巨大な角や10本の尾、輪廻写輪眼の紋様をした巨大な単眼を持った姿をしていた。第2形態では左腕が欠けて痩せ細り人型に近くなり、新たに耳と複数の角があるが、目と口との位置がずれた姿をしていた。また、この状態の「尾獣玉」は威力・射程距離共に他の尾獣達とは比べ物にならないほど。第3形態では左腕が元に戻ってより大きな体格になり、「天変地異」を使用することができる。第4の攻撃形態（最終変化である神樹の一歩手前）では頭の角が伸びて口から巨大なラフレシアのような花を出してそこから巨大な「尾獣玉」を発射できる。
- 封印された者の特徴：ハゴロモは変化なし。それ以後の場合、ハゴロモを模した姿に変化し（衣服のように見える部分も肉体が変化したもの）、神樹の状態で封印した場合はさらに額に輪廻写輪眼を開眼、六道仙術と陰陽遁を使用可能になる。さらに六道の錫杖を携える（ハゴロモの持っていた杖と同じだが、先端の形状はアシュラ側の場合は陽、インドラ側の場合は陰の部分になる）。
- 能力：十尾の人柱力となると様々な性質変化を組み合わせた陰陽遁をベースにした術「求道玉」を使用することができるため、通常の忍術は無効化することができる。また、空中を浮遊して高速で移動したり、傷付いた体を瞬時に再生する能力、様々な血継限界などの性質変化による六道仙術を得るが、自然エネルギーを混ぜ込んだ仙術だけは無効化することができないという弱点がある（十尾自体が自然エネルギーそのものであるため、ナルトは「自然の力には同じ自然の力で対抗できる」と推測している）。十尾の人柱力に限り、十尾のチャクラを抜かれても抜け殻の外道魔像が体内に残るため、数ヶ月間程度動けなくなるほど衰弱するだけで、死亡することはない（オビトは外道魔像が体内に残っていたために衰弱していたが、マダラは外道魔像が再び月に封印されたために体内には残っておらず、すぐに死亡している）。
  - オビトが人柱力になった際には、当初は背中に渦巻マークと9つの勾玉模様、10本の角[8]があり、肌が白くなった姿をしていた。この時はまだ体に十尾が馴染んでおらず、胴体が蛇のように伸びたり、膨張したりと上手く扱えてなかったが、後に完全にコントロールした際には額には大小2本の角、胸に2本の角と6つの勾玉模様がある肌と一体化したような上着を身に着けた姿で、右手に求道玉による太陽を模した錫杖を携えていた。また、自身の体と十尾が融合したため、ナルトの仙術を混ぜ込んだ螺旋丸を右目の万華鏡写輪眼による神威ですり抜けることができず、「やっかいな体だ」と言った。
  - マダラが人柱力になった際には、額には小さな角が付いた左から右にかけて巻き付くように生えた額当てのような一本角があり、背中に渦巻マークと9つの勾玉模様、胸に6つの勾玉模様がある着物を身に纏った姿で、左手に求道玉による月を模した杖を携えていた。また、オビトの時とは違い、尾獣ほぼ全てのチャクラを外道魔像に封印して人柱力となったことでオビトよりも強力な六道の力を得ている。神樹の吸収後は一本角の裏に第三の眼として「輪廻写輪眼」を開眼し、無限月読の発動に成功した。

最強のチャクラを持つ全尾獣の集合体（九喇嘛曰く「国造りの神、チャクラの始まり」）。この世界を循環している自然エネルギーそのものであり、自然エネルギーに干渉して桁外れの威力を誇る地震・雷・竜巻・洪水といった天変地異を広範囲に渡って引き起こすこともできる。マダラとオビトの目的である「月の眼計画」に不可欠な存在で、尾獣狩りや第四次忍界大戦は全て十尾復活のために引き起こされたものであるが、復活には当然ながら九体の尾獣の力が必要になり、器として輪廻眼の口寄せである外道魔像（十尾の抜け殻）が不可欠である。その力で人々を苦しめていたが、六道仙人の身体に封印された（しかし、そのチャクラはあまりに強大で、邪悪なために人柱力となった六道仙人は人外の存在となっていた）。その後、六道仙人の死の際にはチャクラは九つに分けられて陰陽遁により各尾獣となり、チャクラを抜かれた肉体（外道魔像）は封印されて月になった。
第四次忍界大戦において尾獣を封印した外道魔像をトビが口寄せし、一尾から七尾までの尾獣までしか封印できていなかったが、八尾は「鷹」が掴まされたタコ足分身や九尾は金角銀角兄弟の持っていた九尾のチャクラを使用したことで不完全ながら復活する（これは不完全であっても「無限月読」は発動できるためとトビはナルト達に語っている）。その後、大量の分裂体を放つなどの圧倒的な力でナルト達忍連合軍を追い詰めるが、大蛇丸に「穢土転生」されて戦場に到着した先代火影達が張り巡らせた結界「四赤陽陣」に閉じ込められ、更には初代火影の「仙法・明神門」によって動きを封じられる。その後はマダラに身体を乗っ取られそうになったオビトによって吸収され、当初は力を制御しきれていなかったために圧倒的な力で飲み込もうとしたが、必死に抵抗された末に彼の身体に封印された。その後、オビトが敗北した際に尾獣達のチャクラを引き抜かれ、一尾から七尾までが復活し、再び抜け殻となる。しかし、完全復活したマダラの手により再び外道魔像に尾獣達が捕獲され、復活後はマダラに吸収された。

### 神樹
十尾の本来の姿である最終形態。蕾の中に輪廻写輪眼がある花が頭頂部についた途方もなく巨大な大樹。遥か昔から神柱として崇められ、千年に一度神樹のつけた禁断の実がチャクラの源であったとされるが、決してその実に手を付けてはならないというのが伝承であった。チャクラの実を大筒木カグヤが口にしてチャクラを得たことで取り返そうと動き暴れだしたのが十尾で、十尾を止めて己に封印したのがカグヤの息子である大筒木ハゴロモ（六道仙人）である。
しかし、これはハゴロモが残したうちは一族の石碑を黒ゼツが書き換えたものからくるもので、十尾の本当の正体は神樹と一体化したカグヤ自身。黒ゼツ曰く「チャクラの実を取り返そうとした神樹の化身ではなく、二人の息子（ハゴロモとハムラ）に分散したチャクラを取り戻そうとした母の意思」でもあるが、この事は黒ゼツが裏で暗躍していたことも含めてハゴロモも知らなかった事実だったらしく、十尾の正体に関する記述には手は加えられていなかった模様。つまり神樹や十尾が人々に害意を持って動き出したわけではない。
最終的には黒ゼツによってマダラがカグヤ復活のための触媒にされたことでそのままカグヤに取り込まれるが、カグヤが再び封印される際に全ての尾獣やマダラが排出され、抜け殻（外道魔像）はカグヤと共に月に封印された。

### 分裂体
十尾が自身の身体から生み出した生命体。サイズは人間より少し大きい程度から巨大なものまで様々である。